# Naohiro Ikeda
Pour les articles homonymes, voir Ikeda (homonymie).
Naohiro Ikeda (né le 17 janvier 1940 à Kashima (Saga) et mort le 3 janvier 2021) est un joueur japonais de volley-ball qui remporte la médaille de bronze aux Jeux olympiques d'été de 1964 puis la médaille d'argent aux Jeux olympiques d'été de 1968.

## Palmarès

### Jeux olympiques
- Jeux olympiques de 1964 à Tokyo,  Japon
  -  Médaille de bronze.
- Jeux olympiques de 1968 à Mexico,  Mexique
  -  Médaille d'argent.

### Jeux asiatiques
- Jeux asiatiques de 1966 à Bangkok,  Thaïlande
  -  Médaille d'or.